# Камов Ка-27 (Ка-28)
Камов Ка-27 (НАТО класификација ) је противподморнички и вишенаменски палубни хеликоптер произведен у Совјетском Савезу. Развијен је како би заменио старији тип хеликоптера Камов Ка-25 у оперативној употреби. Ка-27 се производи у више варијанти које носе ознаке Ка 29 (јуришно-транспортна варијанта), Ка-28 (извозна верзија хеликоптера Ка-27) и Ка-32 (цивилна варијанта).

## Пројектовање и развој
Конструкторски биро Камов је започео рад на пројектовању наследника Ка 25 1967. године непосредно након смрти шефа бироа Николаја Камова. Совјетској морнарици била је потребна замена за Ка 25 који није могао да употребљава потапајући сонар ноћу и за време лоших временских прилика. Као резултат оваквих захтева настао је потпуно нови хеликоптер Ка 27. Први прототип Ка 27 који је полетео 1973. године био је сличних димензија као Ка 25 и такође је имао два главна коаксијална ротора који се окрећу у супротним правцима што је постало својеврсни заштитни знак конструкторског бироа Камов.
Сличне димензије ова два хеликоптера значе да Ка 27 за оперативну употребу захтева нешто мало више бродског простора него што је то било неопходно за Ка 25. Ипак, Ка 27 погоне нове турбине Изотов које уз редизајниране роторе истих димензија као на Ка 25 значајно поправљају летне карактеристике и повећавају носивост овог хеликоптера.

### Технички опис
Најистакнутија карактеристика Ка-28 су два коаксијална ротора која се обрћу у супротним смеровима (наслеђено од хеликоптера Ка-25), што је било заштитни знак пројектантског бироа Камов. Овакав распоред ротора учинио је репни ротор непотребним (репни ротор служи за компензацију реактивног момента главног ротора и за управљање хеликоптером по правцу) и омогућио смањење димензија хеликоптера што је веома важно за летелице које оперишу у скученим условима на ратним бродовима.
Труп летелице је представљао једну целину, која се састојала од кабине и репа. Носећа конструкција хеликоптера је била метална, направљена од уздужних носача и попречних ребара, обложена оплатом од алуминијумског лима. Хеликоптер су покретале две гасне турбине Isotov TV3-117V које су се налазиле у посебним гондолама изнад кабине. Трансмисија се састојала од четворостепеног планетарног редуктора који је смањивао  број обртаја турбине и преносили потребну снагу на два ротора.
Нападне ивице ротора су биле покривене гумом испод које су се налазили електрични грејачи који су спречавали њено залеђивање. Како се радило о морнаричком хеликоптеру,  кракови ротора су могли да се склопе због уштеде простора, а ова операција  је могла бити обављена ручно, или помоћу електричног мотора.

### Варијанте
Овај успешан хеликоптер је као његов претходник Ка-25 наишао на широку примену у морнарици, тако да је направљено преко 20 варијанти. Основна верзија Ка-27ПЛ опремљена је претраживачким радаром смештеним испод носа летелице, МАД-ом (детектором магнетних аномалија), потапајућим сонаром и диспанзером акустичних плутача. Погонску групу чине две турбине ТВ3-117В снаге 1645KW (2205КС). Ка 27ПЛ обично оперише у пару. Док једна летелица прати и лоцира непријатељску подморницу, друга је напада торпедима и дубинским бомбама.
За нас су од посебног значаја неколико варијанти овог хеликоптера. Камов Ка-28 представља слабије опремљену (извозну варијанту) Ка-27ПЛ, док је Ка-27ПС верзија намењена спасавању на отвореном мору, а Ка-27А је противпожарна варијанта. Цивилна верзија овог хеликоптера носи ознаку Ка 32 и може да прими 16 путника.

## Корисници[1]
| - Совјетски Савез - Русија - Украјина - Алжир - Сирија - Индија - Вијетнам - Југославија Ка-28 - Бугарска | - Кина - Јапан - Бразил - Канада - Лаос - Португалија - Јапан - Северна Кореја - Јужна Кореја - Швајцарска - Србија Ка-32 |

## Сачувани примерци
Два хеликоптера Камов Ка-28 се налазе у изложбеној поставци музеја ваздухопловства на аеродрому "Никола Тесла" у Београду.